# Скрудж Макдак і гроші
Скрудж Макдак і гроші (англ. Scrooge McDuck and Money) — американський короткометражний повчальний мультфільм студії «The Walt Disney Company» 1967 року.

## Синопсис
До качура-мільярдера Скруджа Макдака приїжджають племінники — Крячик, Квачик і Кручик. Помітивши що хлопці зацікавились його багатством, Скрудж у пісенній формі розповідає їм про історію грошей, а також такі явища як економіка, інфляція, бюждет, податки, банківські операції, інвестиції та фінансові ризики. Врешті-решт Скрудж забирає собі на збереження зароблені хлопцями півтора долара.

## Ролі озвучували
- Білл Томпсон — Скрудж Макдак
- музичний колектив The Mellomen[en] — Крячик, Квачик і Кручик

## Цікаві факти
- Це перший мультфільм де Скрудж Макдак з'явився як самостійний персонаж.
- Це один з небагатьох мультфільмів, де Скруджа озвучує не Алан Янґ.
- Це один з перших діснеївських мультфільмів, випущених після смерті Волта Діснея.